# Gerterode
Gerterode ist ein Ortsteil der Gemeinde Niederorschel im thüringischen Landkreis Eichsfeld. Gerterode ist eines der wenigen Dörfer im Landkreis Eichsfeld, die nicht zum historischen Eichsfeld gehören.

## Lage

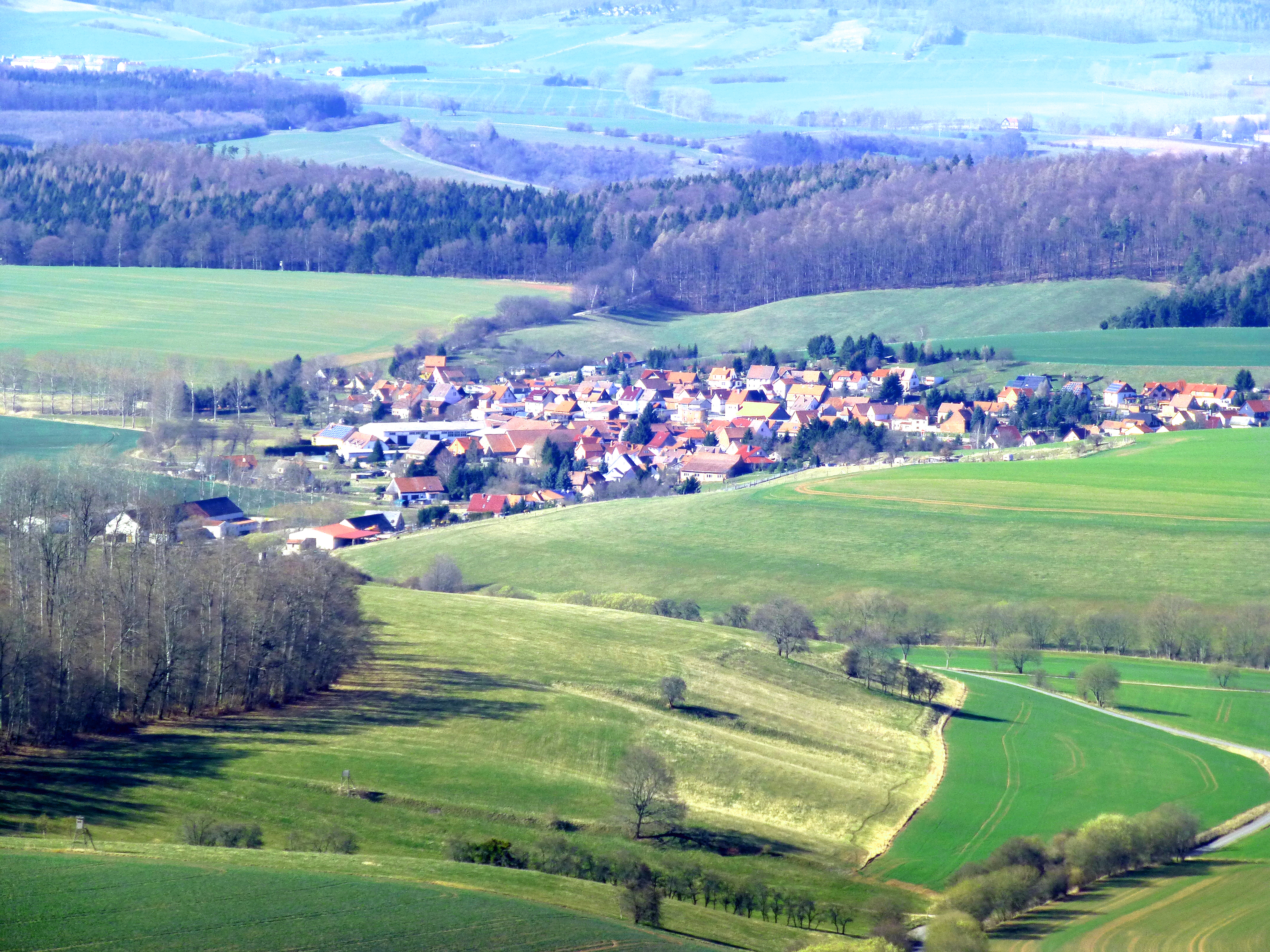
Gerterode

Gerterode befindet sich und mit seiner Gemarkung im Eichsfelder Kessel am nördlichen Fuß des Dün. Dieser bildet zusammen mit der nach Osten anschließenden Hainleite den Nordrand des Thüringer Beckens. Im Gemeindegebiet entspringt die  Aue, die bei der Schwarzburger Mühle in die Wipper mündet. Der Ort ist von zahlreichen Bergen umgeben, so dem Herrenberg (273 m ü. NN), Sandberg (350,8 m ü. NN) und Dachsberg (341,2 m ü. NN).
Nachbarorte sind Bernterode im Norden, Rehungen im Landkreis Nordhausen im Osten, Vollenborn im Südsüdosten, Deuna im Südsüdwesten und Niederorschel im Westen. Die Kreisstraße 211 erfasst den Ortsteil verkehrsmäßig und führt zu den Verkehrsverbindungen per Bahn und Straße. Die Bundesautobahn 38 führt mit der Anschlussstelle Breitenworbis nördlich vorüber.

## Geschichte
Gerterode wird 1266 erstmals als „Gertarroth“ urkundlich erwähnt. Dieses Adelsgeschlecht ist bis 1397 nachgewiesen. Die Burg, die in der Niederung im Südwesten des Dorfes von einem Wassergraben geschützt war, verkaufte dann 1444 Eckhard von Guttern an den Grafen von Schwarzburg. Bauern stürmten am 4. Mai 1525 das als Schloss erwähnte Gebäude und zerstörten es. Später wurde es für Wohnzwecke wieder aufgebaut, wozu es heute noch genutzt wird. Die Gründung des Ortes dürfte zwischen 800 und 1200 gewesen sein. Gerterode gehörte bis 1802 zu Kurmainz. Die Gemeinde Gerterode lag ab Beginn des 19. Jahrhunderts im Landkreis Worbis und gehörte bis 1945 zur preußischen Provinz Sachsen. Nach dem Zweiten Weltkrieg lag die Gemeinde bis zur Wende am Rande des Grenzsperrgebiets der DDR und gehörte zum Bezirk Erfurt. Seit 1990 gehört die Gemeinde zum neu gegründeten Bundesland Thüringen.
Am 1. Januar 2019 wurde die zuvor selbständige Gemeinde Gerterode nach Niederorschel eingegliedert. Die Gemeinde Gerterode gehörte zur Verwaltungsgemeinschaft Eichsfelder Kessel.

### Adelsgeschlecht von Gerterode
Vom 13. bis 15. Jahrhundert ist ein Adelsgeschlecht von Gerterode bekannt. Sie wohnten in einer Burg im Ort, von der heute nichts mehr erhalten ist. Folgende Mitglieder der Familie sind nachgewiesen:
- Cuno de Gertarroth (1266)
- Ludolf von Gerterode
  - 1307, 1313, 1333: verkauft dem Kloster Teistungenburg von seinem Besitz in Teistungenburg
  - 1310: wird bei einem Streit zwischen Erzbischof Peter und dem Herzog Heinrich von Braunschweig beim Rusteberg gefangen genommen und wird danach Nutznießer eines Vorwerkes in Teistungenburg[4]
  - 1311: verkauft dem Propst von Kloster Anrode die villa Ridderbach und den Mittelberg für das neue Zisterzienserkloster Worbis
  - 1317: schenkt dem Kloster Anrode 2 höfe in Dachrieden
  - 1333/40: erhält Ritter Baumbach von Ludolf Kleintöpfer als Lehen[5]
- Sidonia und Adelheid (1306, 1309) im Kloster Anrode
  - Adelheid (1346) Äbtissin im Kloster Anrode
- Adelheid von Gerterode (1381) Äbtissin im Kloster Anrode
- Ludolf von Gerterode
  - 1377: der Landgraf von Hessen versetzt dem Ludolf das Dorf Wendershausen[6]
  - 1397: Amtmann auf der Allerburg durch den Hessischen Landgrafen
  - 1418: erhält die Ämter Rambach und Weißenborn[7]
  - 1429: als Zeuge auf dem Hülfensberg
- Hermann von Gerterode (1402)

### Einwohnerentwicklung
Entwicklung der Einwohnerzahl (31. Dezember):
| - 1994: 452 - 1995: 449 - 1996: 456 - 1997: 462 - 1998: 444 | - 1999: 446 - 2000: 456 - 2001: 450 - 2002: 427 - 2003: 427 | - 2004: 424 - 2005: 416 - 2006: 415 - 2007: 407 - 2008: 398 | - 2009: 401 - 2010: 390 - 2011: 379 - 2012: 373 - 2013: 370 | - 2014: 358 - 2015: 358 - 2016: 357 - 2017: 350 |

Datenquelle: Thüringer Landesamt für Statistik

## Wappen
Das Wappen wurde am 9. Februar 1993 genehmigt.
Blasonierung: „Im Göpelschnitt geteilt von Rot, Silber und Blau; vorn ein silberner Eichenzweig, hinten ein blaues Kelchglas, unten ein silbernes Mühlrad.“
Der Eichenzweig weist auf die nahe dem Ort liegenden Eichenwaldungen der sogenannten Schiereiche hin. Das Kelchglas erinnert an eine in Dorfnähe gelegene Glashütte, die im 16. Jh. bestanden hat. Das Mühlrad deutet auf die drei zum Dorf gehörenden ehemaligen Mühlen hin.
Das Wappen wurde vom Heraldiker Karl-Heinz Fritze gestaltet.

## Persönlichkeiten
- Gustav Schäfer (1892–1965), SPD-Politiker, Abgeordneter des niedersächsischen Landtags